# Никози (платформа)
Никози (груз. ნიქოზი) — конечный остановочный пункт Грузинской железной дороги. Находится в регионе Шида-Картли, на ответвлении Гори — Никози. Раньше являлся промежуточным остановочным пунктом на линии Гори — Цхинвали.
Единственный путь электрифицирован. Электрификация была произведена в 1959 году. Имеется павильон для пассажиров, ожидающих поезд.

## История
С 1990 и до 2004 года регулярного движения на ответвлении Гори — Никози не было. В 2004 году было принято решение о восстановлении регулярного движения поездов на этом ответвлении. Летом 2004 года ремонтные бригады Грузинской железной дороги привели в порядок путевое хозяйство, наладили СЦБ и связь от Гори до Никози. Затем было решено восстановить движение поездов и до Цхинвали. Вскоре после этого был назначен регулярный пассажирский пригородный электропоезд сообщением Тбилиси — Никози, что решило транспортную проблему жителей окрестных поселений и облегчило поездки из провинции в Тбилиси или другие города.
Во время войны 2008 года железнодорожное сообщение было прервано. 22 июля 2010 года было вновь открыто движение поездов до станции Никози. На церемонии присутствовали губернатор Шида-Картли и руководство Грузинской железной дороги.

## Деятельность
По состоянию на 2011 год на станции имеет конечную остановку 1 пара местных электропоездов Тбилиси — Никози — Тбилиси. Поезда курсируют ежедневно, 2 раза в день.
После марта 2020 года поезда до станции не следуют.